# Mary Kay Letourneau
Mary Kay Letourneau, nata Mary Katherine Schmitz (Tustin, 30 gennaio 1962 – Des Moines, 6 luglio 2020) è stata un'insegnante statunitense.
Si dichiarò colpevole del reato di stupro di un ragazzo frequentante la scuola media, allora dodicenne, Vili Fualaau. In attesa della condanna, diede alla luce il figlio di Fualaau. Il suo accordo di risarcimento prevedeva sei mesi di prigione, con tre mesi di sospensione e nessun contatto con Fualaau a vita. Il caso attirò l'attenzione nazionale.
Terminato il suo periodo di detenzione, Letourneau fu catturata dalla polizia perché ritrovata in un'auto con il giovane Fualaau. Il giudice Linda Lau, informata del fatto, avendo violato le condizioni del patteggiamento, bloccò la sua libertà vigilata e la condannò a sette anni di detenzione. Mentre era in prigione, diede alla luce una seconda figlia; rimase in carcere dal 1998 al 2004. Quando la Letourneau fu rilasciata nel 2004, Fualaau era già maggiorenne e chiese alla corte di revocare l'ordine di non-contatto. Il giudice acconsentì. La Letourneau e il giovane si sposarono nel maggio del 2005 e lei prese il suo cognome, Fualaau.

## Biografia
Mary Katherine Schmitz nata da Mary E. Suehr, una chimica, e John G. Schmitz, professore universitario, era chiamata Mary Kay dalla sua famiglia e Cake da suo padre. Era la quarta di sette figli, cresciuti in una severa famiglia cattolica. Quando lei aveva appena due anni, suo padre iniziò la sua carriera politica e si candidò con successo con i repubblicani per un posto nell'assemblea legislativa. Ha ricoperto cariche come senatore della California e membro del Congresso degli Stati Uniti. Dopo una sconfitta nelle primarie nel 1972, cambiò partito e si candidò alla presidenza come candidato ultra-conservatore dell'American Independent Party nelle elezioni presidenziali degli Stati Uniti del 1972.
Ha frequentato la Cornelia Connelly High School, una scuola cattolica di sole ragazze ad Anaheim, California, dove è stata membro della squadra di cheerleading della Servite High School. Nel 1978 suo padre fu eletto ancora una volta, fra i repubblicani, al Senato dello Stato della California. La sua carriera politica fu danneggiata e si chiuse definitivamente, dopo lo scandalo in cui fu coinvolto ai tempi in cui ancora insegnava. Suo fratello John Patrick Schmitz fu il vice consigliere del presidente George H. W. Bush. L'altro fratello, Joseph E. Schmitz, fu ispettore generale del Dipartimento della Difesa degli Stati Uniti d'America sotto George W. Bush, ed è consigliere di politica estera del presidente Donald Trump. Mentre frequentava ancora l'Arizona State University, Mary Kay Schmitz incontrò e sposò lo studente Steve Letourneau dal quale ebbe quattro figli. Mentre era in carcere per stupro su minori, nel maggio 1999, divorziò dal marito e ottenne la custodia dei loro figli.

### Dati sul crimine commesso ed esito del processo
Vili Fualaau, nato nel 1983, era uno degli studenti di Letourneau alla Shorewood Elementary School di Burien, Washington. La Letourneau fu arrestata per violenza su minore e stupro, nel marzo 1997, per la relazione intrapresa l'anno precedente con il ragazzo allora dodicenne. Si dichiarò colpevole e venne condannata per stupro su minore; le diedero sei mesi (tre dei quali furono sospesi) nella prigione della contea e tre anni di trattamento per reati sessuali. Come parte del suo patteggiamento, Letourneau accettò di evitare ogni ulteriore contatto con Fualaau.
Il 3 febbraio 1998, due settimane dopo la scarcerazione, la Letourneau fu trovata con il giovane Fualaau nella sua auto. La donna fu di nuovo arrestata e condannata a sette anni e mezzo di carcerazione per aver violato i termini della sua libertà vigilata. Nell'ottobre 1998, mentre stava scontando la pena, la Letourneau diede alla luce la sua seconda figlia avuta da Fualaau. Quell'anno Letourneau e Fualaau pubblicarono un libro in Francia, intitolato Only One Crime, Love (titolo francese: Un seul crime, l'amour). Nel 1999 fu pubblicato un secondo libro, negli Stati Uniti, intitolato If Loving You Is Wrong. Durante la sua detenzione, mantenne un comportamento disciplinato e per certi versi esemplare. La Letourneau fu rilasciata il 4 agosto 2004; fu "iscritta" in un programma di reinserimento nella comunità. In occasione della seconda scarcerazione si registrò all'ufficio dello sceriffo di King County come molestatore sessuale di livello 2.

### Il matrimonio e il divorzio
Dopo il rilascio dal carcere nel 2004, Fualaau, allora ventunenne, richiese la sospensione dell'ordine di restrizione ancora in vigore, che fu concessa. Letourneau e Fualaau si sposarono il 20 maggio 2005. Alla donna fu concesso di tornare all'insegnamento nelle scuole private e nei college statali. Nell'agosto del 2019 la coppia divorziò; prima che ciò accadesse, Vili Fualaau dichiarò di non essere una vittima e di non vergognarsi della relazione, ma arrivò a considerarla "malsana" dopo la rottura.

### Morte
La donna è scomparsa nel luglio 2020 all'età di 58 anni a seguito di un tumore del colon.